# ساختمان آدامز اکسپرس
ساختمان آدامز اکسپرس (انگلیسی: Adams Express Building) یک ساختمان اداری در خیابان برادوی، منهتن، نیویورک است.
این ساختمان که در سال ۱۹۱۲ شروع به ساخت و در سال ۱۹۱۴ افتتاح شده است دارای ۳۲ طبقه و ۱۳۵ متر ارتفاع می‌باشد.

## نگارخانه

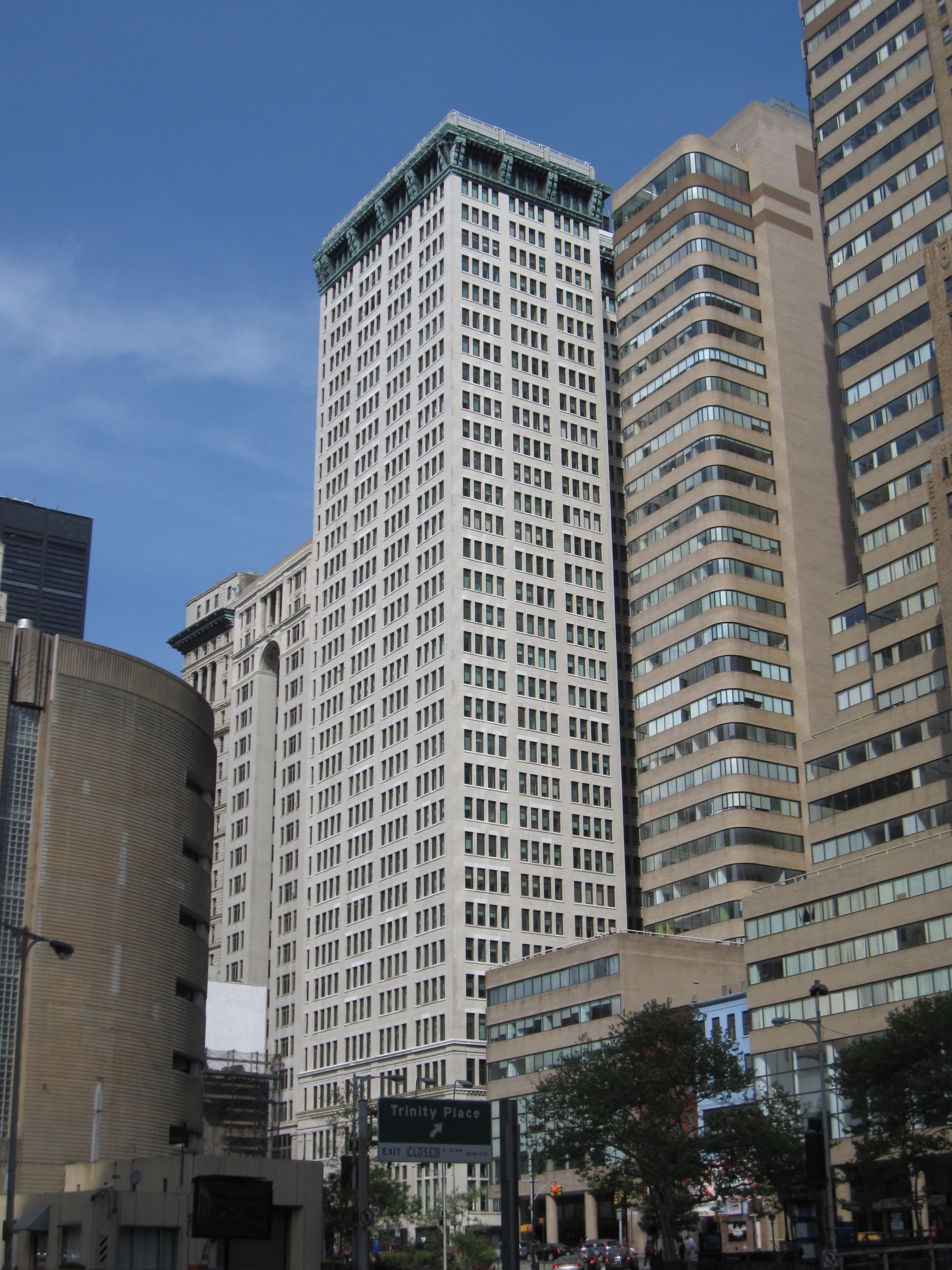
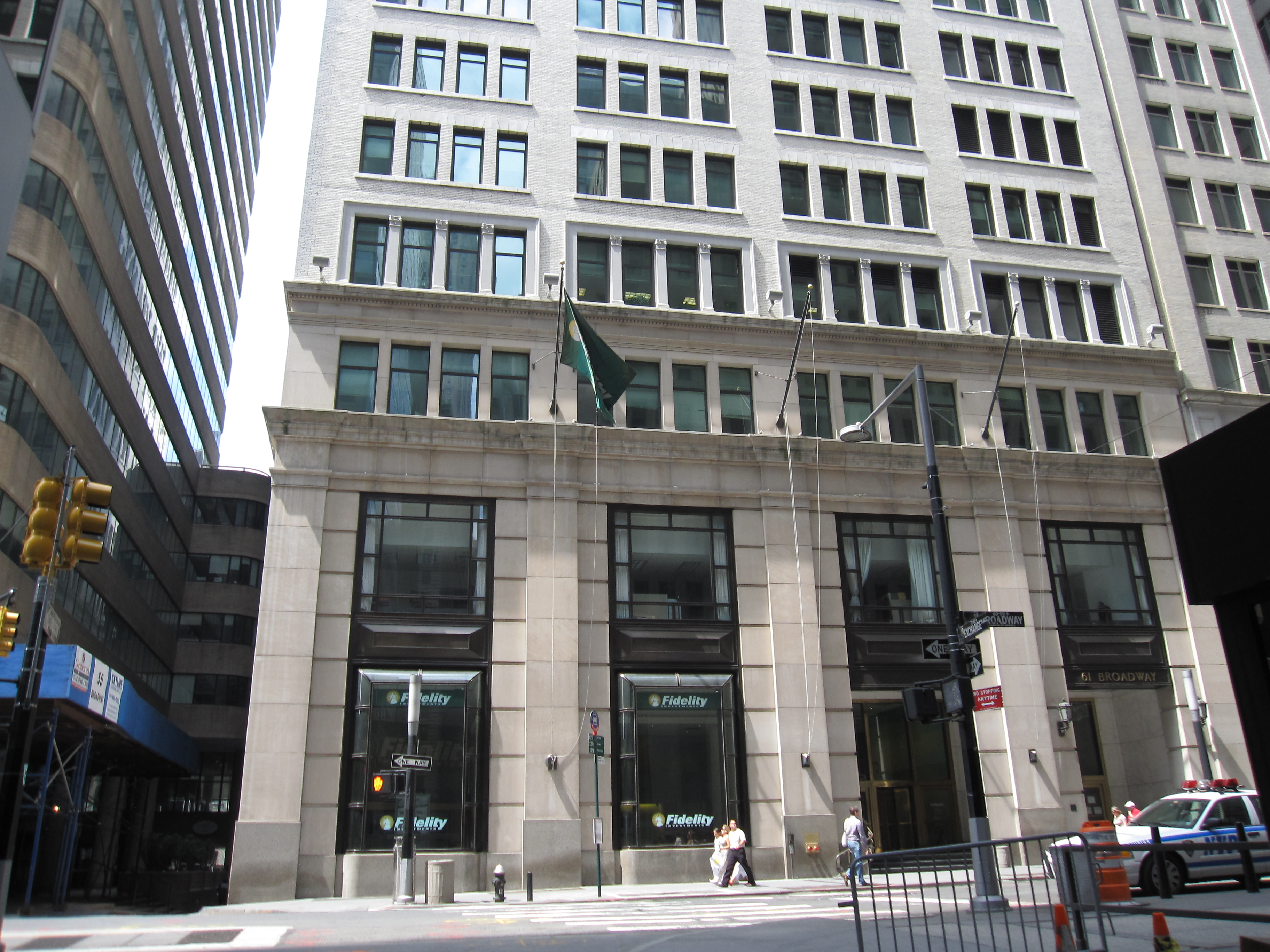
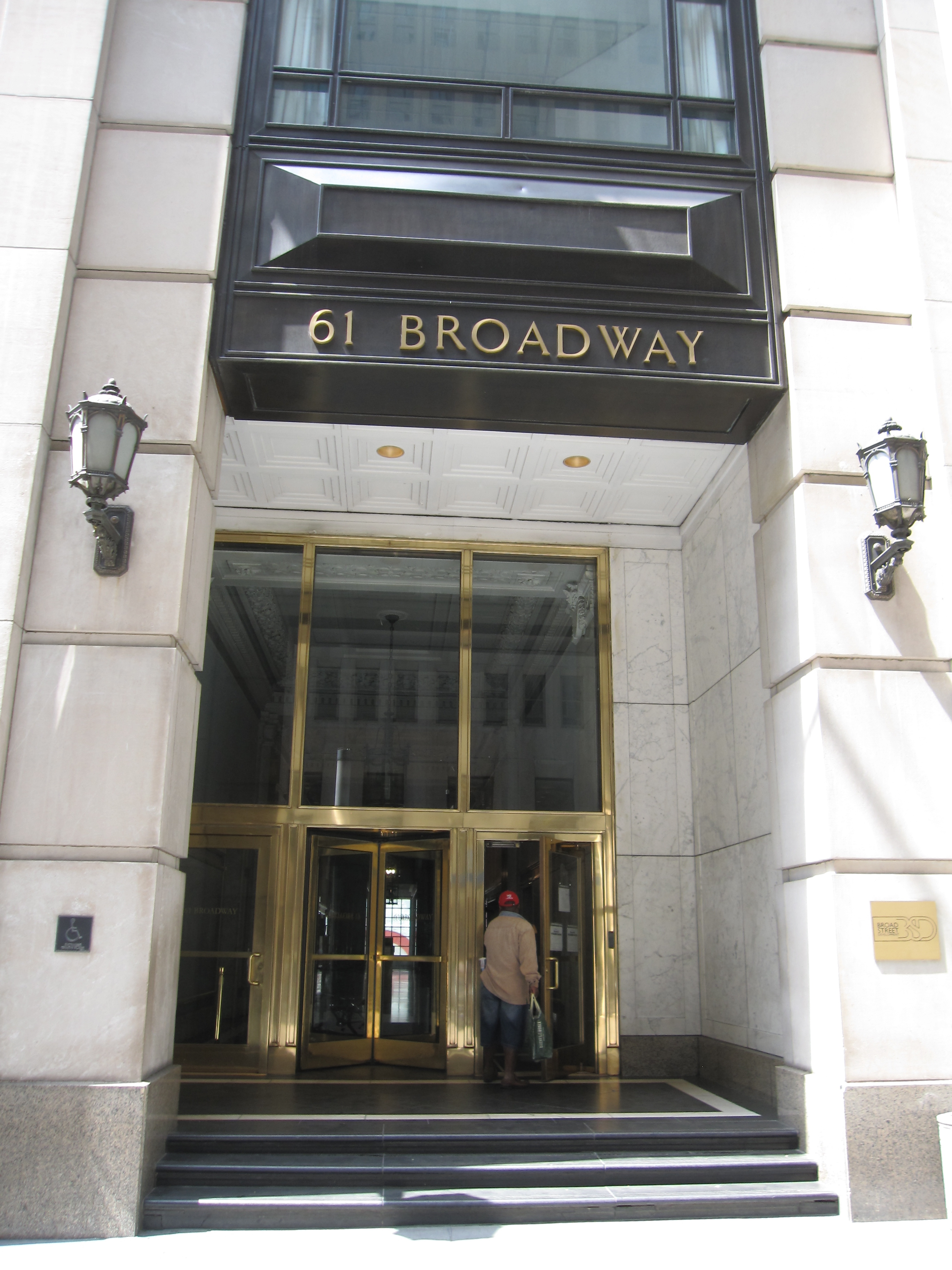
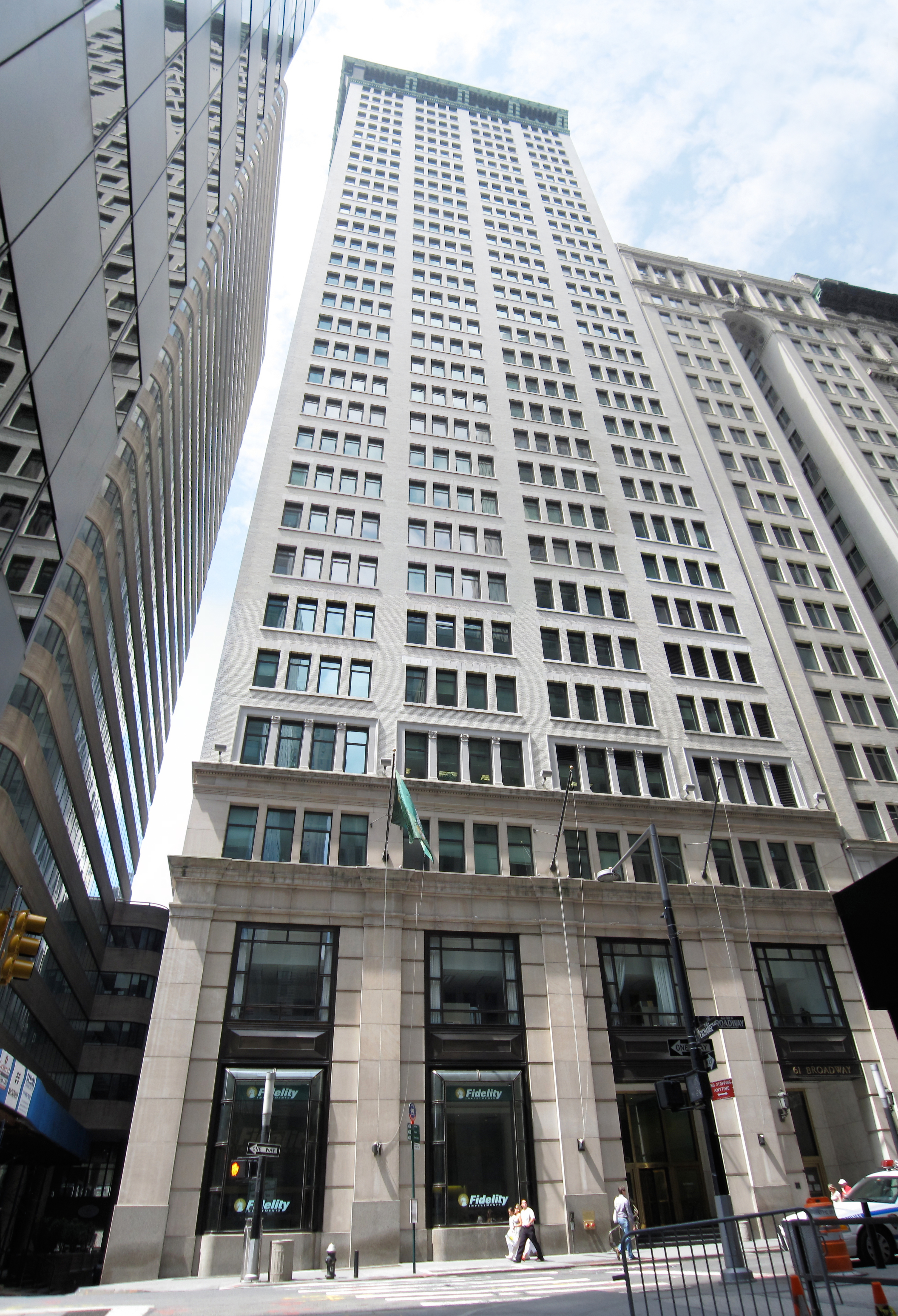